# Stanisław Maciąg

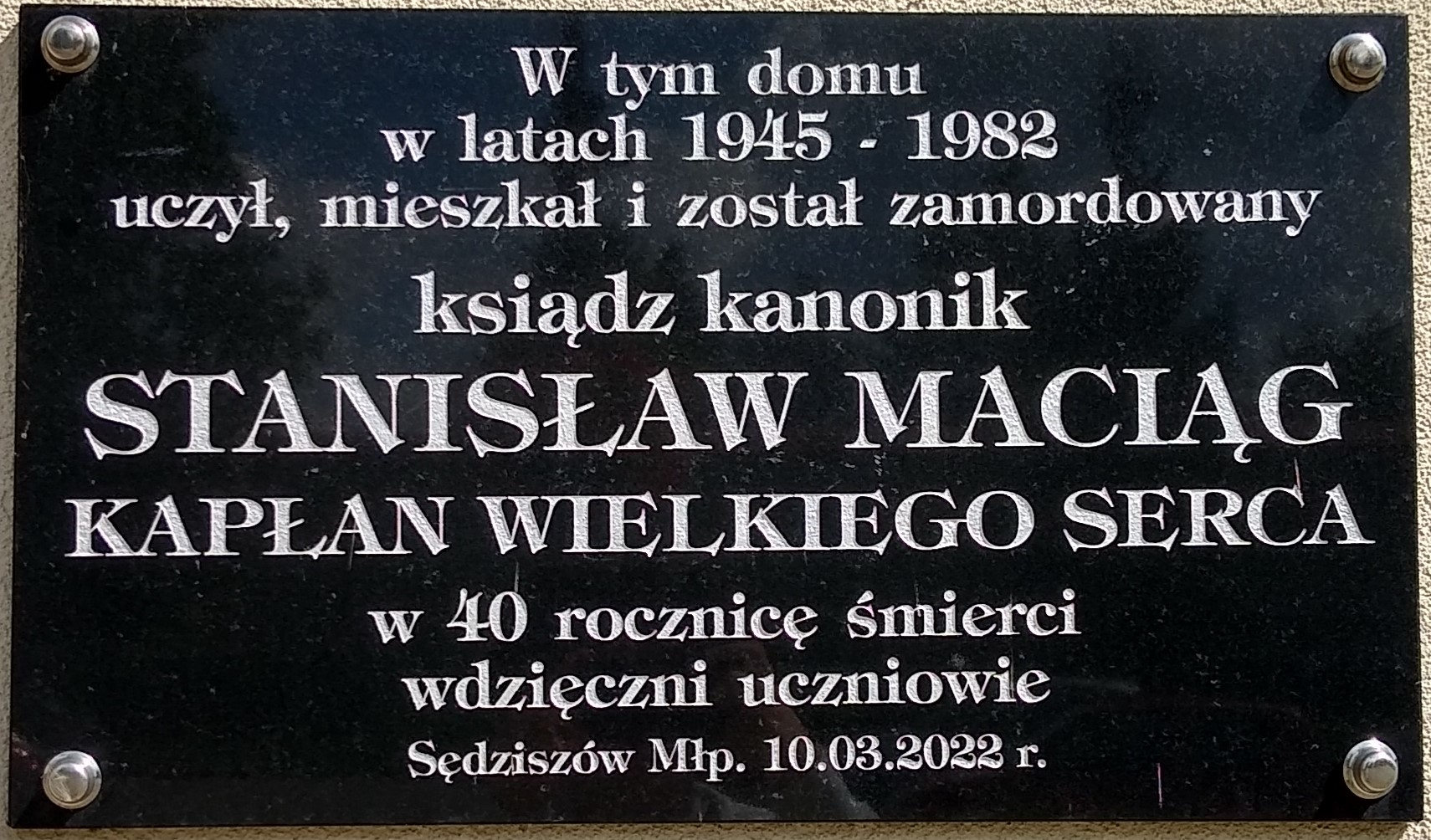
Tablica upamiętniająca ks. Stanisława Maciąga umieszczona na budynku domu parafialnego w Sędziszowie Małopolskim

Stanisław Maciąg (ur. 1 listopada 1911 w New Bedford, zm. 10 marca 1982 w Sędziszowie Małopolskim) – polski ksiądz i działacz społeczny.

## Życiorys
Stanisław Maciąg był synem Piotra i Jadwigi z domu Działo. Najprawdopodobniej ukończył szkołę podstawową w Rzochowie. W 1930 roku zdał maturę w Państwowym Gimnazjum w Mielcu. W 1935 roku ukończył teologię, którą studiował w Tarnowie. 29 czerwca tegoż roku przyjął święcenia kapłańskie z rąk bp. Franciszka Lisowskiego. 
1 sierpnia 1935 roku objął funkcję wikariusza parafii Narodzenia Najświętszej Maryi Panny w Sędziszowie Małopolskim. Od 30 stycznia 1939 roku był katechetą w Baranowie Sandomierskim, a 4 listopada 1940 roku został katechetą w Sędziszowie Małopolskim. W latach 1956–1957 pełnił on funkcję administratora parafii w Sędziszowie Małopolskim. 17 czerwca 1978 roku przeszedł na emeryturę, pozostał jednak w Sędziszowie Małopolskim jako rezydent. 10 marca 1982 roku został zamordowany w domu parafialnym podczas napadu rabunkowego. Pochowano go w grobowcu kapłańskim na cmentarzu komunalnym w Sędziszowie Małopolskim.

## Odznaczenia
- Expositorium Canonicale[2]
- Rochettum et Mantolettum[2]
- Tytuł honorowego obywatela Sędziszowa Małopolskiego (pośmiertnie, 20 lutego 2017)[6]

## Upamiętnienie
Jego imieniem została nazwana ulica w Sędziszowie Małopolskim. 10 marca 2002 w kościele Narodzenia Najświętszej Maryi Panny w Sędziszowie Małopolskim umieszczono tablicę upamiętniającą życie i działalność duchownego. Dwadzieścia lat później, 10 marca 2022 roku na ścianie domu parafialnego w Sędziszowie Małopolskim odsłonięto tablicę upamiętniającą ks. Maciąga.